# Бауыржан Момышулы (станция метро)
«Бауыржан Момышулы» (каз. Бауыржан Момышұлы / Bauyrjan Momyşūly) — 11-я станция Алма-Атинского метрополитена. Станция расположена на линии А, между действующей станцией «Сарыарка» и строящейся «Калкаман». Названа в честь казахского офицера и писателя Бауыржана Момышулы.

## История
Станция строилась за проспектом Абая на месте частного сектора. После окончания строительства над станцией было проложено продолжение проспекта в сторону улицы Ашимова.
22 июля 2015 года было объявлено о начале строительства станций «Сары-Арка» и «Бауыржана Момышулы» (до 18 сентября 2021 г. — «Достык»). Открытие станций неоднократно переносилось, и в июне 2019 года было заявлено, что станции откроются в 2021 году.
30 декабря 2021 года состоялся технический пуск станции.
Аким города Алматы Ерболат Досаев сообщил в феврале 2022 года, что станцию «Бауыржана Момышулы» планируют сдать в эксплуатацию в мае 2022 года. Открыта 30 мая 2022 года.

## Вестибюли и пересадки
Размещается между примыканием проспекта Абая к улице Бауыржана Момышулы и улицей Садвакасова. Сооружено два вестибюля (западный и восточный) с 6 выходами.

## Техническая характеристика
Станция колонная трёхпролётная мелкого заложения (глубина 16,2 м). За станцией построен съезд для оборота составов.

## Архитектура и оформление
В станционном зале два ряда по 13 колонн. Колонны облицованы светло-коричневым мрамором, пол выложен гранитом серого цвета. Для отделки путевых стен использована облицовка металлическими серого и оранжевого цветов. Над названием станции на стенах расположены портреты Бауыржана Момышулы и его цитаты. Архитектурный стиль - хай-тек.

## Строительство станции
Ниже представлены наиболее значимые события:
- Август 2014 года — начало ограждения строительного участка.
- Сентябрь 2014 года — начало сооружения котлована.
- Июль 2015 года — начато сооружение станции[5].
- Февраль 2016 года — начало проходки правого перегонного тоннеля до станции Сары-Арка с помощью ТПМК Херенкнехт.
- Июль 2016 года — ведётся сооружение тела станции[6].
- Декабрь 2016 года — начало проходки левого перегонного тоннеля до станции Сары-Арка.
- Февраль 2018 года — завершена проходка тоннелей до станции.
- Март 2018 года — ведётся строительство тоннелей до станции Калкаман.
- Апрель 2018 года — завершено строительство конструкций станции[7].
- Сентябрь 2018 года — открытым способом ведётся строительство оборотных тупиков за станцией.
- Май 2019 года — ведётся прокладка коммуникаций, засыпка грунтом строительного котлована станции[3].
- Декабрь 2021 года — состоялся технический запуск станции[8].
- Май 2022 года — открыта станция.